# 萊頓溫標
萊頓標度 (°L) 在20世紀初通過提供氦蒸氣壓的常規值來校準低溫間接測量值。
萊頓標度可在-183°C以下使用，這也是1930年代國際溫標的起點（Awbery 1934）。